# Anoplischius haematopus
Anoplischius haematopus – gatunek chrząszcza z rodziny sprężykowatych.
Długość tego chrząszcza wynosi od 23 do 30 mm.
Jest on ubarwiony na kolor czerwonobrązowy, przy czym czułki i odnóża przybierają barwę jaśniejszą. Owłosienie żółte, długie bądź umiarkowanie długie.
Czułki u samca i u samicy wykazują nieznaczne ząbkowanie. Jak u innych gatunków, składają się z 11 segmentów. Po kulistym drugim segmencie następuje 3. − trójkątny i wydłużony. Nie dorównuje on jednakże długością czwartemu. Ostatni segment zwęża się na końcu. Górna warga, półokrągła, ma przedni brzeg wydrążony. Wytwarza długie sety. Z kolei postmentum tworzy tylko dwie długie sety, a inne umiarkowanej długości. Żuwaczki są szerokie. Penicillius jest tworzony przez krótkie sety. Ta okolica dobrze się u tego gatunku rozwinęła.
Grzbiet pokrywają wypukłe pokrywy skrzydeł, zwężające się ku końcowi. Wąski aedagus samca składa się z łączących się od strony brzusznej paramerów oraz krótszej od nich części podstawnej. Płat pośrodkowy jest wąski.
Występuje bardzo długa ostroga i tarczka kształtu przypominającego pentagonalny.
Owad pochodzi z Brazylii.